# Sucre candi
Pour les articles homonymes, voir Candi.

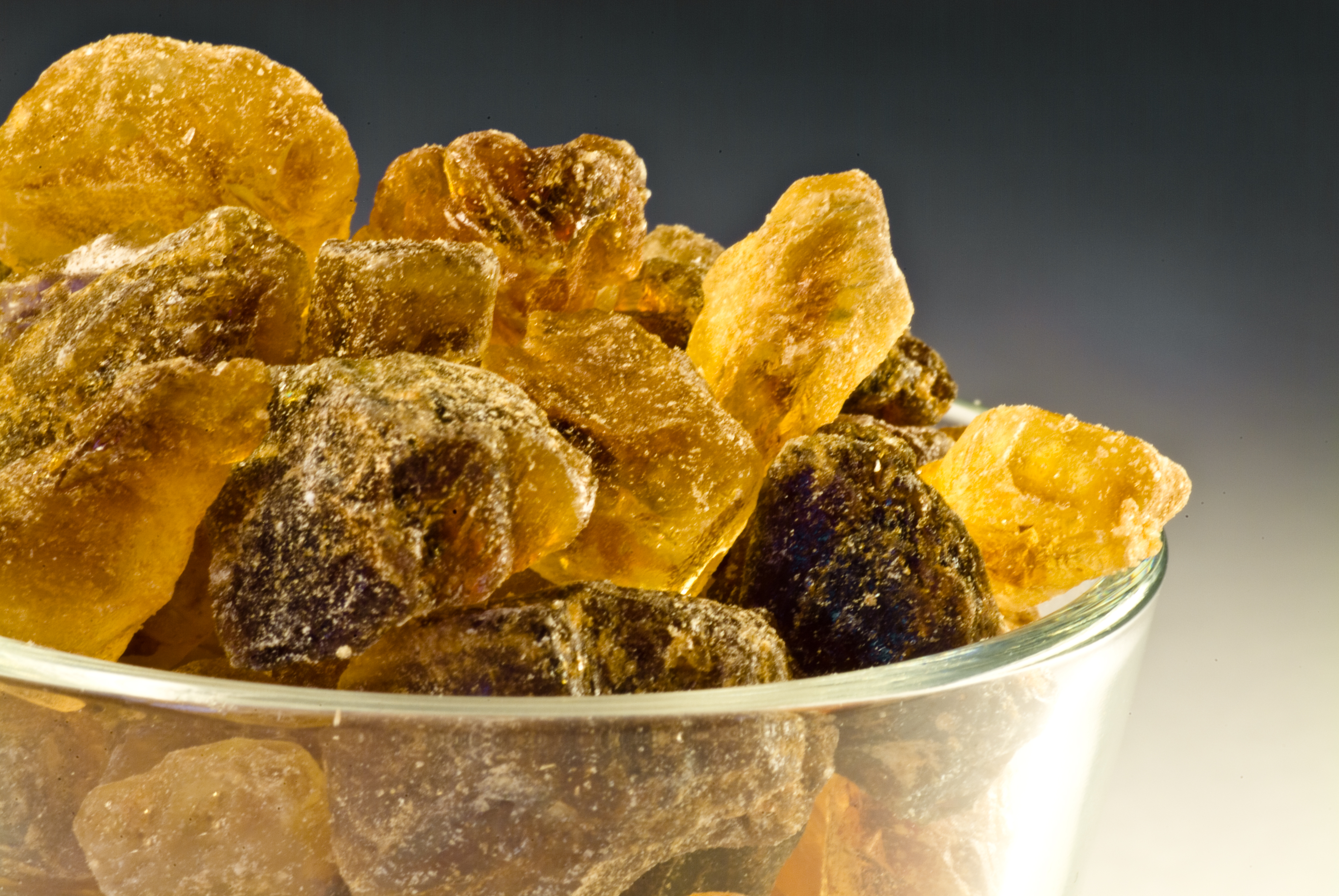
Morceaux de sucre Candi

Le sucre candi est une spécialité culinaire constituée de cristaux de très grande taille de sucre de betterave ou de sucre de canne. Ces grands cristaux grandissent progressivement dans une solution sursaturée en sucre à partir d'une surface adaptée à la nucléation cristalline. 
Décrit dès le IXe siècle en Iran[réf. à confirmer] — le nom de candi vient de l'arabe qandī désignant le sucre de canne —, son utilisation et sa présence sont attestées en Europe à partir du XVIe siècle.

## Utilisation
En Grande-Bretagne, on nomme aussi candies des sucreries faites de sucre candi coloré. 
En cuisine, les cristaux peuvent être utilisés tels quels, afin de sucrer des boissons chaudes, comme le vin chaud ou l'Irish coffee. Ils peuvent également sucrer du thé ou du café.
En brasserie, notamment chez les brasseurs amateurs mais aussi typiquement par les brasseurs professionnels belges, le sucre candi peut être utilisé comme source de sucres fermentescibles dans certaines recettes ; ainsi, le faro est un type de bière bruxelloise obtenue à partir de bière lambic et de sucre candi.
En apiculture, on appelle « candi » la pâte de sucre utilisée pour le nourrissement hivernal des abeilles. Elle est composée de 88 % de sucre et 12 % d'eau portée à la température de 116 degrés Celsius.
En Belgique, la production de sucre candi démarre au début du XVIe siècle à Anvers qui restera jusqu'au XVIIe siècle le centre mondial du traitement du sucre de canne.